# Never Said I Was An Angel
Never Said I Was An Angel – drugi album szwedzkiej wokalistki Pauline, wydany w marcu 2009 roku przez wydawnictwo muzyczne Tri Sound. Album zawiera 12 premierowych utworów. 
W sierpniu 2010 roku piosenkarka wystąpiła w konkursie Bydgoszcz Hit Festiwal w kategorii Zagraniczny Hit Lata 2010 z piosenką „Never Said I Was An Angel”, gdzie zajęła 8. miejsce, zdobywając w ostatecznej klasyfikacji 2,08% głosów publiczności. 

## Lista utworów
1. „Never Said I Was An Angel”
2. „If You Don't Know Me”
3. „Red Carpet”
4. „Give Me A Call”
5. „Dancin”
6. „The Misconception”
7. „Happy People”
8. „Sunshine Boulevard”
9. „Loving You”
10. „It's Ok”
11. „Runnin' out of Gaz”
12. „Don't Leave”